# Gare de Thaon
Gare de Thaon – przystanek kolejowy w miejscowości Capavenir-Vosges (dawna gmina Thaon-les-Vosges), w departamencie Wogezy, w regionie Grand Est, we Francji. Jest zarządzany przez SNCF i obsługiwany przez pociągi TER Grand Est.

## Położenie
Znajduje się na linii Blainville – Damelevières – Lure, na km 43,280 między stacjami Igney i Épinal, na wysokości 321 m n.p.m.

## Linie kolejowe
- Linia Blainville – Damelevières – Lure